# Радзивилович, Ежи
Ежи Радзивилович (пол. Jerzy Radziwiłowicz; род. 8 сентября 1950, Варшава) — польский актёр театра и кино.

## Биография
Ежи Радзивилович провёл своё детство и юность в варшавском районе Грохув, окончил XLVII лицей им. Станислава Выспяньского. В лицее он увлёкся театром и посещал драматический кружок. В 1972 году Радзивилович окончил Театральную академию им. Александра Зельверовича, которая тогда называлась: Государственная высшая театральная школа в Варшаве.
После окончания школы Радзивилович переехал в Краков, где получил ангажемент в Старом театре. Выступления на сцене он сочетал с преподаванием в Государственной высшей театральной школе в Кракове, где в 1981—1984 годы занимал должность проректора.
С 1998 года Радзивилович работает в Народном театре в Варшаве.
Актёр часто играет роли замкнутого, закрытого в себе человека. Зрителям он запомнился ролями в фильмах Анджея Вайды «Человек из мрамора» и «Человек из железа».
Ежи Радзивилович перевёл на польский язык пьесы Мольера «Дон Жуан» и «Тартюф», а также «Мнимая служанка, или Наказанный плут» Мариво.

### Личная жизнь
Радзивилович живёт в Кане под Брвинувом. Женат на писательнице и режиссёре Еве Марковски-Радзивилович. У них родились сын и дочь.

## Фильмография
| Год  |     | Русское название                                          | Оригинальное название                                   | Роль                                  |
| ---- | --- | --------------------------------------------------------- | ------------------------------------------------------- | ------------------------------------- |
| 1974 | ф   | Двери в стене                                             | Drzwi w murze                                           | Генрик                                |
| 1974 | тф  |                                                           | Sedziowie. Tragedya                                     | солдат                                |
| 1976 | ф   | Дагни                                                     | Dagny                                                   | типограф в «Życie»                    |
| 1977 | ф   | Человек из мрамора                                        | Czlowiek z marmuru                                      | Матеуш Биркут / Мачек Томчик          |
| 1977 | ф   | Мадам Бовари это я                                        | Pani Bovary to ja                                       | незнакомец на железнодорожной станции |
| 1978 | тф  |                                                           | Wsteczny bieg                                           |                                       |
| 1978 | ф   | Без наркоза                                               | Bez znieczulenia                                        | студент                               |
| 1979 | ф   | В пути                                                    | Útközben                                                | Színész                               |
| 1980 | тф  |                                                           | Klucznik                                                | Ясек                                  |
| 1980 | с   | С течением лет, с течением дней...                        | Z biegiem lat, z biegiem dni...                         | Ержи Боренски                         |
| 1981 | тф  |                                                           | Droga                                                   |                                       |
| 1981 | ф   | Большой пейзаж Алексиса Друвена                           | Le grand paysage d'Alexis Droeven                       | Жан-Пьер                              |
| 1981 | ф   | В белый день                                              | W bialy dzien                                           | «Кораб»                               |
| 1981 | ф   | Человек из железа                                         | Czlowiek z zelaza                                       | Мачей Томчик / Матеуш Биркут          |
| 1982 | ф   | Рысь                                                      | Rys                                                     |                                       |
| 1982 | ф   | Страсть                                                   | Passion                                                 | Ержи                                  |
| 1983 | тф  |                                                           | Dziady                                                  | Томаш Зан                             |
| 1983 | ф   | Эта суровая жизнь                                         | Dies rigorose Leben                                     | Джои                                  |
| 1983 | ф   |                                                           | On, ona, oni                                            |                                       |
| 1985 | ф   | Без конца                                                 | Bez konca                                               | Антек Зиро                            |
| 1986 | ф   |                                                           | Ognisty aniol                                           | Руперт                                |
| 1987 | ф   | Отсрочка                                                  | W zawieszeniu                                           | Марсель                               |
| 1987 | тф  | Преступление и наказание                                  | Zbrodnia i kara                                         | Родион Раскольников                   |
| 1988 | ф   | Бесы                                                      | Les possédés                                            | Шатов                                 |
| 1993 | ф   |                                                           | Coitado do Jorge                                        | Jorge                                 |
| 1994 | ф   | Смерть как краюшка хлеба                                  | Smierc jak kromka chleba                                | священник                             |
| 1994 | тф  | Зерно, орошенное кровью                                   | Ziarno zroszone krwia                                   | рассказчик                            |
| 1995 | ф   | Откровения незнакомцу                                     | Confidences à un inconnu                                | Модест                                |
| 1995 | ф   | Камень на камень                                          | Kamien na kamieniu                                      | Шимон Петрушка                        |
| 1996 | ф   | Седьмая комната                                           | A hetedik szoba                                         | Ганс                                  |
| 1996 | ф   | Познань 56                                                | Poznan 56                                               | профессор                             |
| 1997 | ф   | Очень чистый воздух                                       | Un air si pur...                                        | Даниэль                               |
| 1997 | ф   |                                                           | Czas zdrady                                             | Савонарола                            |
| 1998 | ф   | Тайная защита                                             | Secret défense                                          | Вальзер                               |
| 1999 | ф   | Билл Даймонд: История одного мгновения                    | Bill Diamond - Geschichte eines Augenblicks             | голос Билла Даймонда                  |
| 2000 | ф   | Жизнь как смертельная болезнь, передающаяся половым путём | Zycie jako smiertelna choroba przenoszona droga plciowa | солтыс                                |
| 2001 | ф   | Человек из толпы                                          | L'homme des foules                                      | Павел Маркович                        |
| 2001 | ф   |                                                           | La plage noire                                          | А.                                    |
| 2001 | ф   |                                                           | Marszalek Pilsudski                                     | Казимир Сосновски                     |
| 2001 | тф  | Одна июньская ночь                                        | Noc czerwcowa                                           | Пётр                                  |
| 2003 | ф   | История Мари и Жюльена                                    | Histoire de Marie et Julien                             | Жюльен Мюллер                         |
| 2004 | с   | Мент                                                      | Glina                                                   | Анджей Гаджевски                      |
| 2006 | кор |                                                           | Les mains d'Andrea                                      |                                       |
| 2008 | с   | Мент 2                                                    | Glina 2                                                 | Анджей Гаджевски                      |
| 2008 | ф   | Клубничное вино                                           | Wino truskawkowe                                        | ксёндз                                |
| 2011 | с   |                                                           | Bez tajemnic                                            | Анджей Вольски                        |
| 2012 | ф   |                                                           | Poklosie                                                | ректор                                |

## Награды и номинации
- 1985 — Гран-при — 25-е Калишские театральные встречи.
- 1989 — Серебряный Крест Заслуги.
- 1993 — Орден Искусств и литературы (Франция).
- 2005 — Кавалерский крест Ордена Возрождения Польши[3].